# توربيورن جونسون
توربيورن جونسون (بالسويدية: Torbjörn Jonsson)‏ هو لاعب كرة قدم سويدي في مركز الوسط، ولد في 6 مايو 1936 في Ljusne ‏ في السويد، وتوفي في 16 أكتوبر 2018 في نورشوبينغ في السويد. شارك مع منتخب السويد لكرة القدم. أما مع النوادي، فقد لعب مع ريال بيتيس وفيورنتينا ونادي روما ونادي مانتوفا ونادي نورشوبينغ.

## وصلات خارجية
- توربيورن جونسون على موقع اتحاد السويد (السويدية)
- توربيورن جونسون على موقع قاعدة بيانات كرة القدم.إي يو (الإنجليزية)
- توربيورن جونسون على موقع ناشيونال فوتبول تيمز (الإنجليزية)
- توربيورن جونسون على موقع عالم كرة القدم.نت (الإنجليزية)